# Paranerita haemabasis
Paranerita haemabasis là một loài bướm đêm thuộc phân họ Arctiinae, họ Erebidae.